# Przylądek Czukocki
Przylądek Czukocki (ros. мыс Чукотский) – przylądek w Rosji; stanowi południowy kraniec Półwyspu Czukockiego; współrzędne geograficzne 64°16′N 173°04′W/64,266667 -173,066667.
Leży nad Morzem Beringa przy wschodnim krańcu Zatoki Anadyrskiej. W pobliżu znajduje się miejscowość Prowidienija.